# Arabist

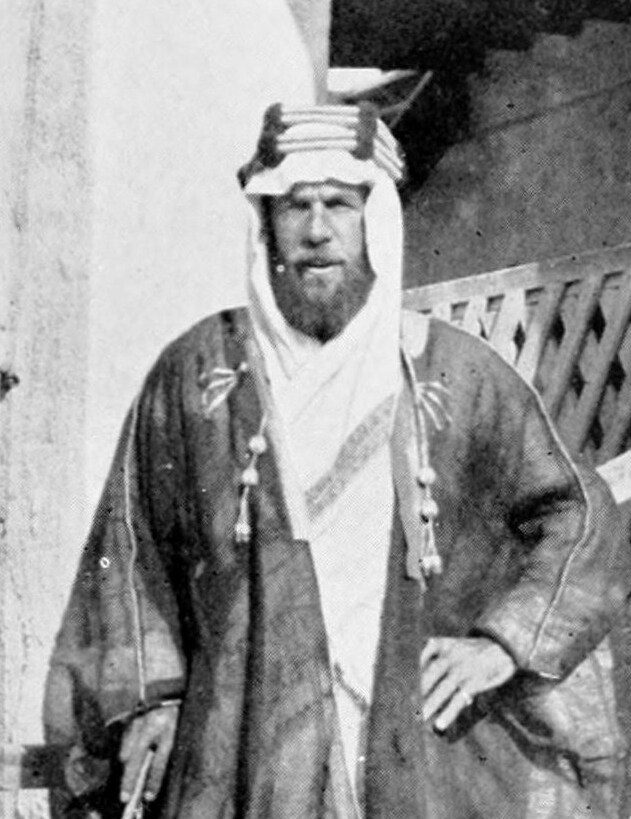
Arabistul britanic St John Philby

Un arabist este un specialist nearab în limba arabă (literară sau colocvială, fonetică, fonologie, morfologie, sintaxă, semantică, pragmatică, stilistică), în literatura arabă (din perioada preislamică și până în zile noastre, creată fie în spațiul arabofon, fie în alte spații ce au folosit sau folosesc limba arabă ca mijloc de exprimare culturală), în sociolingvistică arabă (analize de discurs scris sau rostit în limba arabă, istoria limbii arabe, predarea limbii arabe etc.), în istoria arabă, în politica arabă etc. Nu de puține ori, un arabist poate fi, în același timp, și islamolog, specialist în religia islamică.
Calitatea de arabist este probată printr-o bogată bibliografie ce poate cuprinde monografii, traduceri, studii academice etc.

## Arabiști din România
De-a lungul timpului, câteva personalități ale culturii române s-au preocupat de studiul limbii arabe: spătarul Nicolae Milescu, Dimitrie Cantemir, Timotei Cipariu, preotul Vasile Radu, Silvestru Octavian Isopescul ș.a.
După înființarea secției de limbă și literatură arabă, la Universitatea din București, în 1957, avându-l ca profesor-fondator pe Yves Goldenberg, studiile de arabistică încep să prindă contur în România. Se remarcă, astfel, o seamă de arabiști, prin  traduceri din literatura arabă clasică și modernă, prin studii de lingvistică cu aplicație pe araba literară sau pe dialectele arabe vorbite, prin studii de literatură arabă, cum ar fi:
- Nadia Anghelescu;
- Nicolae Dobrișan;
- Grete Tartler;
- George Grigore;
- Irina Vainovski-Mihai;
- Rodica Firănescu;
- Monica Broșteanu;
- Gabriel Bițună;
- Ioana Feodorov;
- Adrian Măcelaru;
- Laura Sitaru;
- Ovidiu Pietrăreanu;
- Georgiana Nicoarea;

## Romano-Arabica
Romano-Arabica este revista academică a arabiștilor din România, publicată de Centrul de studii arabe de la Universitatea din București. Seria nouă a revistei apare începând cu anul 2001 (în seria veche au văzut lumina tiparului două numere în anii '70).  Direcțiile tematice abordate în numerele de până acum ale revistei sunt: Orientul, discursuri despre dragoste în Orient, lingvistica arabă, traducerea din și în limba arabă și orientalismul din perspectivă diacronică și sincronică. În perioada 2001-2008, revista Romano-Arabica a fost editată de către Nadia Anghelescu (editor) și George Grigore (editor adjunct), iar începând cu anul 2008, este editată de George Grigore și Laura Sitaru.